# Sonate für Klarinette und Klavier (Poulenc)
Die 1962 entstandene Sonate für Klarinette und Klavier (FP184) ist eines der letzten Werke des französischen Komponisten Francis Poulenc. Sie ist Arthur Honegger gewidmet. 
Die Komposition besteht aus drei Sätzen:
1. Allegro tristamente
2. Romanza
3. Allegro con fuoco

Die Sonate wurde erst nach dem Tode des Komponisten uraufgeführt, und zwar am 10. April 1963 durch Benny Goodman und Leonard Bernstein in der Carnegie Hall in New York City. 
Die Sonate ist die zweitletzte von Poulencs drei Sonaten für Holzblasinstrumente; der Sonate für Flöte und Klavier (1956) und der Sonate für Oboe und Klavier (1962).

## Analyse
Der erste Satz beginnt mit einer atonalen Introduktion, in der ein Sechzehntelmotiv mit immer neuen Tönen wiederholt wird. Darauf folgt das Hauptthema. Es steht zwar im selben schnellen Tempo, beinhaltet aber hauptsächlich Viertel, wodurch es viel ruhiger und gesanglicher wirkt. Es beginnt in C-Dur, schwingt sich durch viele Tonarten, und geht schließlich wieder in die atonale Einleitung über, die nun den Übergang zum langsamen Mittelteil bildet. Dieser steht im Gegensatz zum Rest des Satzes (Viervierteltakt) im Dreivierteltakt und ist ebenfalls durch ein rhythmisches Motiv geprägt: Eine punktierte Achtel und zwei Vierundsechzigstel. Der ganze Mittelteil kreist um das tonale Zentrum a-moll. Schließlich erscheint das Hauptthema wieder. Erneut in C-Dur beginnend, wird wenig später ein geheimnisvolles h-moll erreicht, in dem der Satz auch mit einem Tremolo der Klarinette endet.
Der langsame, komplett im Dreivierteltakt stehende zweite Satz ist im Wesentlichen durch ein lyrisches Thema geprägt, das immer wieder abgewandelt und weiterentwickelt wird. Er steht in g-moll. 
Den Abschluss bildet – in scharfem Kontrast zum Mittelsatz – ein schnelles, überaus fröhliches Finale, das in C-Dur beginnt und endet, sich aber zwischendurch bei allen möglichen Tonarten aufhält. Der Satz steht im Wesentlichen im Viervierteltakt, immer wieder werden jedoch Zwei- und Dreivierteltakte eingeschoben. An einigen Stellen taucht das Sechzehntelmotiv vom Beginn des ersten Satzes wieder auf. 